# Szumátrai rövidszárnyúrigó
A szumátrai rövidszárnyúrigó (Brachypteryx saturata) a madarak (Aves) osztályának a verébalakúak (Passeriformes) rendjébe, ezen belül a légykapófélék (Muscicapidae) családjába tartozó faj.
Magyar neve forrással nincs megerősítve.

## Rendszerezése
A fajt Tommaso Salvadori olasz ornitológus írta le 1879-ben. Egyes szervezetek szerint a hegyi rövidszárnyúrigó (Brachypteryx montana) alfaja Brachypteryx montana saturata néven. Önálló fajként, még nem minden szervezet fogadja el.

## Előfordulása
Indonézia területén, Szumátra szigetén honos. Természetes élőhelyei a szubtrópusi vagy trópusi síkvidéki és hegyi esőerdők, valamint cserjések. Állandó, nem vonuló faj.

## Megjelenése
Testhossza 12-13 centiméter.

## Életmódja
Gerinctelenekkel táplálkozik.

## Természetvédelmi helyzete
Az elterjedési területe elég nagy, egyedszáma viszont csökken, de még nem éri el a kritikus szintet. A Természetvédelmi Világszövetség Vörös listáján mérsékelten fenyegetett fajként szerepel.

## További információ
- Képek az interneten a fajról